# نيل تشانينج
نيل تشانينج (بالإنجليزية: Neil Channing)‏ هو كاتب بريطاني، ولد في 9 ديسمبر 1967 في ريدنغ في المملكة المتحدة.